# Manami Tanaka
Manami Tanaka (n. 10 iunie 1996, Prefectura Saitama, Japonia) este o sportivă ce a reprezentat Japonia. A participat la competiții asociate Jocurilor Olimpice în care a câștigat o medalie de aur.